# Marcel Teunissen
Martinus Hendrikus (Marcel) Teunissen (Nijmegen, 9 augustus 1968) is een Nederlandse kraker en crimineel. Hij werd op 7 maart 2008 tot een levenslange gevangenisstraf veroordeeld wegens verschillende ernstige misdrijven, waaronder de moord op activist Louis Sévèke.

## Biografie
Teunissen was rond 1990 actief in het Nijmeegse krakerscircuit. In deze periode leerde hij Sévèke kennen. Sévèke zou Teunissen ervan hebben verdacht een infiltrant van een inlichtingendienst te zijn. Daarom zou Sévèke Teunissen uit de Nijmeegse krakersbeweging hebben gewerkt. De familie van Sévèke stelt echter dat Teunissen het kraakpand De Grote Broek heeft verlaten, omdat hij het niet eens was met de uitkomst van een discussie over het aannemen van geld van woningbezitters in ruil voor het verlaten van een pand. Teunissen was daar voorstander van.
Uit dagboeken van Teunissen zou blijken dat hij ook verantwoordelijk is voor een serie bomaanslagen in Arnhem, waaronder op het chemisch bedrijf BASF, in de jaren '90, destijds opgeëist door het Earth Liberation Front (ELF). Daarnaast wordt hij verdacht van bankovervallen in de provincies Utrecht en Zuid-Holland. Tussen 1996 en 2005 zou hij in de buurt van Leiden hebben gewoond. In Catalonië leefde hij in een appartement in Blanés van een Nederlander die dat verhuurde aan toeristen. Hij verbouwde bij deze Nederlands Spaanse familie een garage tot extra logeerkamer. In ruil daarvoor mocht hij gratis wonen en daarna heeft hij een tijdje in Barcelona gewoond in zijn kleine busje.
Op 27 maart 2007 werd Teunissen in Barcelona gearresteerd in verband met de moord op Louis Sévèke op 15 november 2005. Op 28 maart werd Teunissen door de Spaanse justitie volgens een versnelde procedure uitgeleverd.

## Veroordeling
Op 7 maart 2008 veroordeelde de rechtbank in Arnhem Teunissen tot een levenslange gevangenisstraf. Dit was conform de eis van het Openbaar Ministerie. De zware straf was volgens de rechter noodzakelijk, omdat er terdege rekening mee moet worden gehouden "dat de man op enig moment om hem moverende redenen opnieuw een zeer ernstig misdrijf zal plegen". Onderzoekers van het Pieter Baan Centrum hadden geen relatie kunnen leggen tussen een mogelijke stoornis en de gepleegde feiten en verklaarden Teunissen volledig toerekeningsvatbaar.
Behalve voor de moord op Sévèke werd Teunissen ook veroordeeld voor zeven bankovervallen, vier bomaanslagen (waaronder de drie die toegeschreven worden aan het Earth Liberation Front) en een poging daartoe. Hij was zelf niet bij de uitspraak aanwezig. Op 21 maart werd bekend dat Teunissen niet in hoger beroep ging.
Teunissen komt op zijn vroegst in 2032 in aanmerking voor beoordeling tot gratie.